# Joseph Godlewski
Joseph Godlewski, polonais : Józef Godlewski (né le 6 mars 1773 à Griniškiai près de Kėdainiai, décédé le 12 janvier 1867 à Freda), comte et propriétaire terrien polonais, participant à l'insurrection de Kosciuszko, général de brigade, avocat, homme politique, député à la diète du Duché de Varsovie et du Royaume du Congrès, « jacobin polonais », opposant au camp conservateur, à l'origine du village de Godlewa (1809).

## Biographie
Joseph Godlewski est né à Griniškiai, dans le district de Kėdainiai, Grand duché de Lituanie.
Après ses études au collège jésuite de Kražiai, il sert en 1792 dans l'armée lituanienne comme aide de camp du général Sulistrowski. Il fait ses premières armes au cours de la Guerre de défense de la constitution contre l'intervention russe.
Il participe à l'insurrection de Kościuszko en 1794. À la suite de son échec, il quitte l'armée.
Il suit des études de droit et exerce la profession d'avocat. De convictions progressistes, il s'exprime contre les pratiques du grand-duc Constantin.
Membre du Parlement du Duché de Varsovie pour le district Marijampolė (1809, 1811, 1812) puis membre du Parlement du Royaume de Pologne (1818, 1820).
Au cours de l'Insurrection de novembre 1830, il est nommé commissaire plénipotentiaire de la Voïvodie d'Augustów par le Conseil National Suprême. Il organise au cours de l'année 1831 une « petite guerre »  dans les circonscriptions d'Augustów et de Łomża. Il est promu colonel et nommé commandant des forces armées locales. Ses efforts s'avèrent vains et en août il donne sa démission. Elle est acceptée et il est promu général de brigade.
Le régime tsariste ne l'inquiète pas pour son implication dans les insurrections.
Il décède dans son domaine de Freda, et laisse le souvenir d'un homme socialement et économiquement progressiste. 